# Ca l'Agustí (Riudarenes)
Ca l'Agustí és una masia de Riudarenes (Selva) inclosa a l'Inventari del Patrimoni Arquitectònic de Catalunya.

## Descripció
Edifici de dues plantes i teulada a dues vessants amb caiguda a la façana. Es tracta d'un conjunt arquitectònic complex, ja que ha sofert diverses ampliacions laterals: podem distingir fins a cinc cossos diferents, els tres primers segueixen la línia de la façana i el quart s'avança uns metres. A la façana principal el portal és rectangular amb llinda monolítica i porta la inscripció "Josep Agustí 1687". Pel que fa a la resta d'obertures, són totes emmarcades en pedra, i algunes decorades amb el relleu d'un arc conopial.
L'any 1997 tenia tres pilars de pedres d'un antic porxo davant del tercer cos que avui han desaparegut.

## Història
La primera notícia documental data del 1385 en una creació censal d'una pensió anual feta per Ramon de Cassà, senyor de la Força de la Roqueta de la parròquia de Sant Martí de l'Esparra, a Pere Codina amb l'obligació de la Força de la Roqueta i de tots els seus drets sobre, entre d'altres, el Mas Agustí de la parròquia de l'Esparra.